# Умор (бугарски хан)
Умор (бугарски: Умор) је био бугарски кан 766. године.

## Биографија
Према "Попису имена бугарских владара", Умор је владао веома кратко, само око 40 дана током 766. године. Припадао је клану Укил, што га је чинило рођаком претходног владара Винеха, а можад и Кормисоша. Византијски извори указују да је Сабин, претходни бугарски кан, поверио државу Умору. Исти извори, међутим, не дају никакве податке о његовој краткој владавини или судбини. Неки научници спекулишу да је Умор био поборник мировне партије као и његов дискредитовани претходник и да је можда из сличних разлога побегао у Византијско царство. 
Извор из 17. века - компилација Џафар Тарик (дело спорне аутентичности) помиње Јумарта (тј. Умора) као старијег таста бившег владара Телеца. Према овом извору, Јумарт је свргао Саина (тј. Сабина) и умро убрзо након тога. 